# Anastasiya Konkina
Anastasiya Konkina ou Anastasiia Konkina (en russe : Анастасия Александровна Конкина), née le 1er décembre 1993, est une judokate russe.

## Titres en judo
- 2018 : médaille de bronze aux Championnats d'Europe (–57 kg)